# Gouzeaucourt
Gouzeaucourt là một xã ở tỉnh Nord trong vùng Hauts-de-France, Pháp.